# 塞鲁维尔
塞鲁维尔（法語：Serrouville，法語發音：[seʁuvil]；洛林语：Serovelle）是法国默尔特-摩泽尔省的一个市镇，位于该省北部，属于布里埃区。

## 地理
塞鲁维尔（49°23'55"N, 5°53'16"E）面积15.57 平方千米，位于法国大東部大區默尔特-摩泽尔省，该省份为法国东北部内陆省份，是洛林的一部分，北邻比利时、卢森堡，北起顺时针与摩泽尔省、下莱茵省、孚日省和默兹省接壤。
与塞鲁维尔接壤的市镇（或旧市镇、城区）包括：欧梅斯、欧丹勒罗曼、伯维莱尔、埃鲁维尔、菲利埃、若佩库尔、上梅尔西。

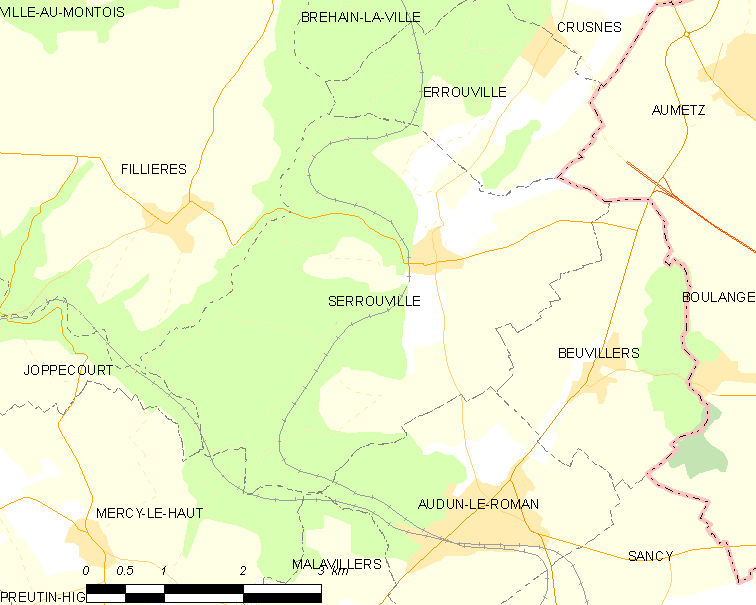
塞鲁维尔的OSM定位图

塞鲁维尔的时区为UTC+01:00、UTC+02:00（夏令时）。

## 行政
塞鲁维尔的邮政编码为54560，INSEE市镇编码为54504。

## 政治
塞鲁维尔所属的省级选区为维勒吕县。

## 人口

1962-2008年间塞鲁维尔人口变化图示

塞鲁维尔于2022年1月1日时的人口数量为674人。